# R.O.B.
R.O.B. (Robotic Operating Buddy, в Японии известен как Family Computer Robot) — это робот-аксессуар для консоли Nintendo Entertainment System (NES). Он был выпущен 26 июля 1985 года в Японии, 18 октября 1985 года под названием R.O.B. в Северной Америке и 1 сентября 1986 года в Европе. За его короткий жизненный цикл вышло всего две игры из серии Robot Series: Gyromite и Stack-Up.
После кризиса видеоигровой индустрии 1983 года Nintendo смягчила ситуацию на розничном рынке, переименовав свою консоль Famicom в Nintendo Entertainment System, ставшей новой платформой, ориентированной на R.O.B., дабы переклассифицировать систему как уникальную сложную игрушку, а не просто как игровую консоль. Журнал Computer Entertainer в июне 1985 года назвал R.O.B. «единственным в мире интерактивным роботом».
Обширный маркетинговый план NES, в центре которого сразу же оказался R.O.B., начался с тестового запуска NES в октябре 1985 года в Нью-Йорке. Этот запуск стал дебютом Nintendo на североамериканском рынке игровых консолей, что в конечном итоге оживит всю индустрию видеоигр. Аксессуар был тихо снят с производства несколько лет спустя, и с годами он вошёл в историю видеоигр как «успешный троянский конь маркетинга». R.O.B. также появляется как камео или играбельный персонаж во многих играх Nintendo.

## История
После кризиса видеоигровой индустрии 1983 года многие розничные продавцы потеряли доверие к этому рынку, возглавляемому Atari; из-за большого количества низкокачественной продукции и «мёртвого инвентаря» некоторые розничные продавцы и критики отрасли считали видеоигры «мимолётным увлечением», и это несмотря на то, что рынок игрушек тогда считался огромным. Поэтому Nintendo пришлось потратить немало времени на переосмысление своей консоли Famicom, чтобы представить её в Северной Америке не просто как традиционную игровую консоль, а как «новый вид серьёзных развлечений».
Nintendo заметила наметившуюся в индустрии тенденцию роста популярности домашних компьютеров, однако прототип роскошного домашнего компьютера на базе Famicom под названием Advanced Video System (AVS), представленный на зимней Consumer Electronics Show (CES) в январе 1985 года, был принят публикой крайне плохо, поэтому система была отменена и была переделана в игрушку по мотивам уменьшенной стоимости. Причудливый внешний вид Famicom был вновь подвергнут ребрендингу с изменённой дизайн-системой, похожей на AVS, а также серьёзным названием, которым стало Nintendo Entertainment System (NES). В основе NES лежит дизайн, выполненный в стиле высокотехнологичного оборудования, с портом для картриджей с передней загрузкой и закрываемой дверцей в стиле современного видеомагнитофона, вместо дизайна типичной игровой консоли с верхней загрузкой картриджей.
Family Computer Robot, появившейся в Японии 26 июля 1985 года, представляет из себя механизированного игрушечного робота с рабочими руками и грубым зрением, напоминающего «что-то среднее между E.T. и R2-D2». Он был разработан и запатентован опытным дизайнером Nintendo Гумпэем Ёкои. Он использовался как функциональный компаньон в некоторых играх в рамках пользовательского игрового набора, а к запуску NES он был перекрашен, и был выдвинут в качестве важного элемента новой идентичности NES как «футуристической игры с роботом». Газета Milwaukee Journal писала: «Ключ к NES — это интерактивный робот… Вам больше не нужно сражаться только с пришельцами на экране; теперь у вас есть робот, с которым тоже нужно сражаться». Журнал Computer Entertainer назвал его «единственным в мире интерактивным роботом», поскольку ни одна другая игровая консоль или домашний компьютер не имели ничего подобного, что выделяло NES среди розничных продавцов и потребителей.
Сотрудники Nintendo of America вспоминали свои первые впечатления после получения первой партии робота из Японии, а также от его использования, изначально трепеща от предвкушения. Говард Филлипс сказал: «Технология была такой крутой!… как магия вуду… Но тогда его фактическое движение было истерически медленным». Сотрудница маркетингового отдела Гейл Тилден сказала: «Эта штука определённо наблюдала за ростом травы. Она была такой медленной, и нужно было стоять там и продавать её лично, пытаясь сделать её захватывающей; нужно было правильно расположить глаза, иначе она не воспринимала вспышки. Это был своего рода вызов». Дон Джеймс рассмеялся: «[Gyromite] был чертовски трудным!… Так что вам действительно приходилось думать на два или три шага вперёд, чтобы позволить ему сделать то, что он собирался сделать. Но на это круто смотреть, верно?… Это было действительно аккуратное, необычное маленькое устройство. И играть с ним было весело! Но, опять же, как и в случае с Rock 'em Sock 'em Robots, я бы не хотел этим заниматься 40 часов.» По словам Гейл Тилден, которой было поручено разработать все наименования и брендинг NES, «первоначальным названием робота было „OTTO“, что являлось игрой на слове „auto“, но было принято решение остановиться на Robotic Operating Buddy, или R.O.B.»
Первая презентация R.O.B. как центральной части новой платформы NES состоялась на летней Consumer Electronics Show в июне 1985 года. В брошюре Nintendo для привлечения дистрибьюторов был показан прототип гибрида AVS и NES с R.O.B., а также говорилось: «Будущее домашних развлечений смотрит вам в лицо. Наш новый видеоробот — первый в длинной череде победителей, которые придут от Nintendo», и что R.O.B. является «звездой новой развлекательной системы, которая запрограммирована сделать вас счастливым». Сообщается, что робот работал «как шарм», привлекая заинтригованных посетителей на стенд Nintendo, однако никто не решался стать дистрибьютором грядущей NES.
Nintendo ожидала, что футуристический стиль, индивидуальность и телесность R.O.B. будут настолько важны для запуска NES, что робот занимал видное место в рекламе системы и её игровой библиотеки, и даже больше, чем любая конкретная игра. Робот изображался как мост между игроком и игрой. На витринах розничных магазинов была возвышена огромная модель головы R.O.B., а на вечеринке по случаю запуска NES в центре внимания была колоссальная копия робота, а также множество маленьких посеребренных моделей роботов. Робот стал основным аксессуаром в первом и премиальном бандле NES — Deluxe Set. Это набор, содержащий саму NES, R.O.B., световой пистолет NES Zapper, а также игры Gyromite и Duck Hunt.
NES была запущена в комплектации Deluxe Set на тестовом рынке в Нью-Йорке в октябре 1985 года, а затем и на других тестовых рынках, включая Лос-Анджелес, Чикаго и Сан-Франциско, и, наконец, по всей стране. Дизайн-система NES с R.O.B. и Zapper изменила восприятие NES розничными продавцами. Это позволило обойти позорное клеймо индустрии видеоигр и более безопасно запустить её из секций игрушек в розничных магазинах рядом с уже ставшими хитами игрушками-роботами, такими как Transformers, Voltron, Go-Bots, Teddy Ruxpin и Lazer Tag.
Вскоре вышла вторая и последняя игра из серии Robot Series, Stack-Up, продававшаяся отдельно вместе с собственными игровыми физическими элементами. Вскоре NES стала гораздо популярнее в бандле Control Deck, который уже не содержал R.O.B. Опционально, Gyromite и R.O.B. продавались отдельно. В последующие несколько лет R.O.B. и серия из двух игр Robot Series были тихо сняты с производства.

## Аппаратные средства
Патент на R.O.B. был подан Гумпэем Ёкои как «фоточувствительная система управления видеоиграми», с той же оптической электроникой, что и у NES Zapper, и также правильно функционирующей только в сочетании с телевизором с электронно-лучевой трубкой (ЭЛТ), а не с ЖК-матрицей. Игры могут посылать шесть различных команд на R.O.B., мигая экраном. В играх предусмотрена функция тестирования: посылается оптическая вспышка, которая должна заставить светодиод R.O.B. загореться.
Высота R.O.B. составляет 24 см. Диапазон движения головы составляет 45° по центру по горизонтали. Диапазон движения рук составляет 240° влево и вправо с пятью точками остановки, 7 см вверх и вниз с шестью точками остановки и 7 см между руками в открытом состоянии. Робот имеет пять слотов для аксессуаров вокруг шестиугольного основания, пронумерованных по часовой стрелке, начиная сзади слева с точки зрения робота; а выемки на руках позволяют прикреплять специальные детали для каждой игры. Также дополнительно на глаза можно надеть тонированный фильтр, чтобы компенсировать яркий свет телевизора или солнечный свет. Устройство питается от четырёх батареек типа AA.

## Игры
Для R.O.B. официально были выпущены только две игры, входящие в серию Robot Series: Gyromite и Stack-Up. Журнал Computer Entertainer сообщил о предполагаемых планах Nintendo, заявленных до выставки CES в июне 1985 года, относительно ещё четырёх игр из серии Robot Series, но они так и не были выпущены.

### Gyromite
В комплектацию с игрой Gyromite входили следующие предметы: два когтя для рук R.O.B.; два тяжёлых волчка, называемых гироскопами; два красных и синих лотка, на которые будут опираться гироскопы, заставляя нажимать кнопки на втором контроллере NES; один вращающийся двигатель для раскручивания гироскопов и два чёрных лотка, на которые кладут гироскопы, когда они не используются. Gyromite является платформером-головоломкой, в котором персонаж должен собрать динамит до истечения времени, а путь ему преграждают несколько красных и синих столбов. В режиме прямой игры происходит обучение использования R.O.B., или игра с R.O.B. без игры напрямую. В игре A команды выполняются нажатием кнопки START, а затем направления, в котором нужно перемещать R.O.B., и кнопок A и B для открытия и закрытия его рук. Если R.O.B. перемещает гироскоп в красный или синий лоток, то он нажимает кнопку A или B на втором контроллере, перемещая столб соответствующего цвета. Если нужно нажать обе кнопки одновременно, то гироскопы помещаются в волчок, чтобы они оставались сбалансированными на кнопке, не удерживая её R.O.B. Игра B имеет такое же управление, за исключением того, что кнопку START не нужно нажимать, чтобы R.O.B. принял команду.

### Stack-Up
В комплект игры Stack-Up входят пять лотков, пять разноцветных круглых «блоков», и два когтя, которыми R.O.B. захватывает блоки. В режиме прямой игры игрок приводит свой стек блоков в соответствие со стеком на экране, перемещая профессора Гектора на кнопку, соответствующую желаемому движению. В режиме «Память» игрок должен составить список команд, чтобы воссоздать показанный на экране стек блоков, а затем R.O.B. следует за ним. В режиме «Bingo» игрок составляет показанную блочную стопку, при этом цвет блока не имеет значения. Имеются два врага: один заставляет игрока терять жизнь, а другой заставляет R.O.B. выполнять нежелательные действия.

## Приём
В январе 1986 года независимая исследовательская фирма по заказу Nintendo провела опрос у 200 владельцев NES, который показал, что самой популярной причиной покупки NES стало желание детей иметь робота, за которым следовали хорошая графика, разнообразие игр, а также уникальность и новизна комплекта NES. Создание и маркетинг R.O.B. в качестве «троянского коня» после краха видеоигр 1983 года заняли пятое место в списке двадцати пяти самых умных ходов в истории видеоигр по версии GameSpy. Yahoo! назвал R.O.B. одним из самых безумных контроллеров для видеоигр и отметил тот прискорбный факт, что устройство работало только с двумя играми.
К 1987 году R.O.B. и серия игр Robot Series не получили ни одного обещанного Nintendo обновления, в то время как остальная библиотека NES пополнилась классическими флагманскими хитами, такими как Super Mario Bros., The Legend of Zelda и Metroid. В 1987 году Марк Сили из «Crash!» посетил ярмарку игрушек в Англии и наблюдал за прохождением игры Gyromite с R.O.B., сказав о борющимся демонстраторе, что он «никогда в жизни не видел ничего настолько сложного и трудного». В июле 1987 года журнал Family Computing выступил за покупку более дешёвого комплекта Control Deck c игрой Super Mario Bros. вместо R.O.B., заявив: «Любой, кто видел рекламу Nintendo по телевизору, может подумать, что R.O.B. — это сердце системы. Это не так. R.O.B. — гениальная идея, [но] хотя R.O.B. — это симпатичный малыш, с ним мало что можно сделать… [Ни одна из двух его игр] не вызывает особого восторга.»
В 2018 году Оуэн С. Гуд из Polygon вспоминал свой детский опыт игры с R.O.B. и оценил устройство как «новаторское, это был способ игры со своими пользователями почти в духе машины Голдберга… который быстро стал скучным».
Историк Крис Колер не был впечатлён долгосрочной развлекательной ценностью устройства. «Что касается периферийных устройств для видеоигр, R.O.B. был особенно бесполезным. Как только новизна управления руками робота и вращения прославленного волчка проходила, обычно в течение нескольких дней или даже часов, R.O.B. мешал наслаждаться игрой. Он слишком часто требовал замены батареек, и сразу становилось ясно, что барьеры лабиринта в Gyromite можно включать и выключать так же легко, нажимая кнопки A и B на стандартном контроллере, что в итоге и делали сложные движения R.O.B.». Оглядываясь назад, Колер считает, что прекращение выпуска R.O.B. сейчас несущественно, потому что всё существование этого продукта сводилось к «просто троянскому коню, чтобы доставить системы NES в американские дома». Он сказал: «Этот гамбит сработал как шарм, и никто не скучал по R.O.B. или Zapper, как только игроки поняли, что игры с использованием стандартного контроллера для видеоигр, например, Super Mario Bros., были намного интереснее».

### Наследие
После многочисленных неудач, позднее включение R.O.B. в комплектацию NES придало ключевые отличия продукту, переклассифицировало платформу как игрушку и послужило троянским конём, обеспечивающим успешный запуск платформы. Это, в свою очередь, обеспечило выживание Nintendo of America и возродило всю индустрию видеоигр. На последующем рекламном постере от Nintendo был просто изображён R.O.B. и было сказано: «Они считали, что возрождение рынка видеоигр невозможно. Это не так.»
R.O.B. появляется в качестве камео во многих видеоиграх, таких как StarTropics, F-Zero GX, серия игр WarioWare, The Legend of Zelda: Majora’s Mask для 3DS и серия игр Star Fox.
R.O.B. является разблокируемым персонажем в Mario Kart DS, Super Smash Bros. Brawl, Super Smash Bros. для Nintendo 3DS/Wii U и Super Smash Bros. Ultimate, в каждой из которых R.O.B. описывается как мужчина. В приключенческом режиме Super Smash Bros. Brawl, The Subspace Emissary, R.O.B. играет важную роль в сюжете. В игре Super Smash Bros. для Nintendo 3DS/Wii U у R.O.B. имеются две фигурки amiibo, выполненные в серо-белой цветовой схеме NES и красно-белой цветовой схеме Famicom.